# Blacy, Yonne
Blacy är en kommun i departementet Yonne i regionen Bourgogne-Franche-Comté i norra Frankrike. Kommunen ligger i kantonen L'Isle-sur-Serein som tillhör arrondissementet Avallon. År 2022 hade Blacy 99 invånare.

## Befolkningsutveckling
Antalet invånare i kommunen Blacy
| Referens: INSEE |